# Modèle de Bohr
Pour les articles homonymes, voir Bohr.
 (mai 2025).
Si vous disposez d'ouvrages ou d'articles de référence ou si vous connaissez des sites web de qualité traitant du thème abordé ici, merci de compléter l'article en donnant les références utiles à sa vérifiabilité et en les liant à la section « Notes et références ».

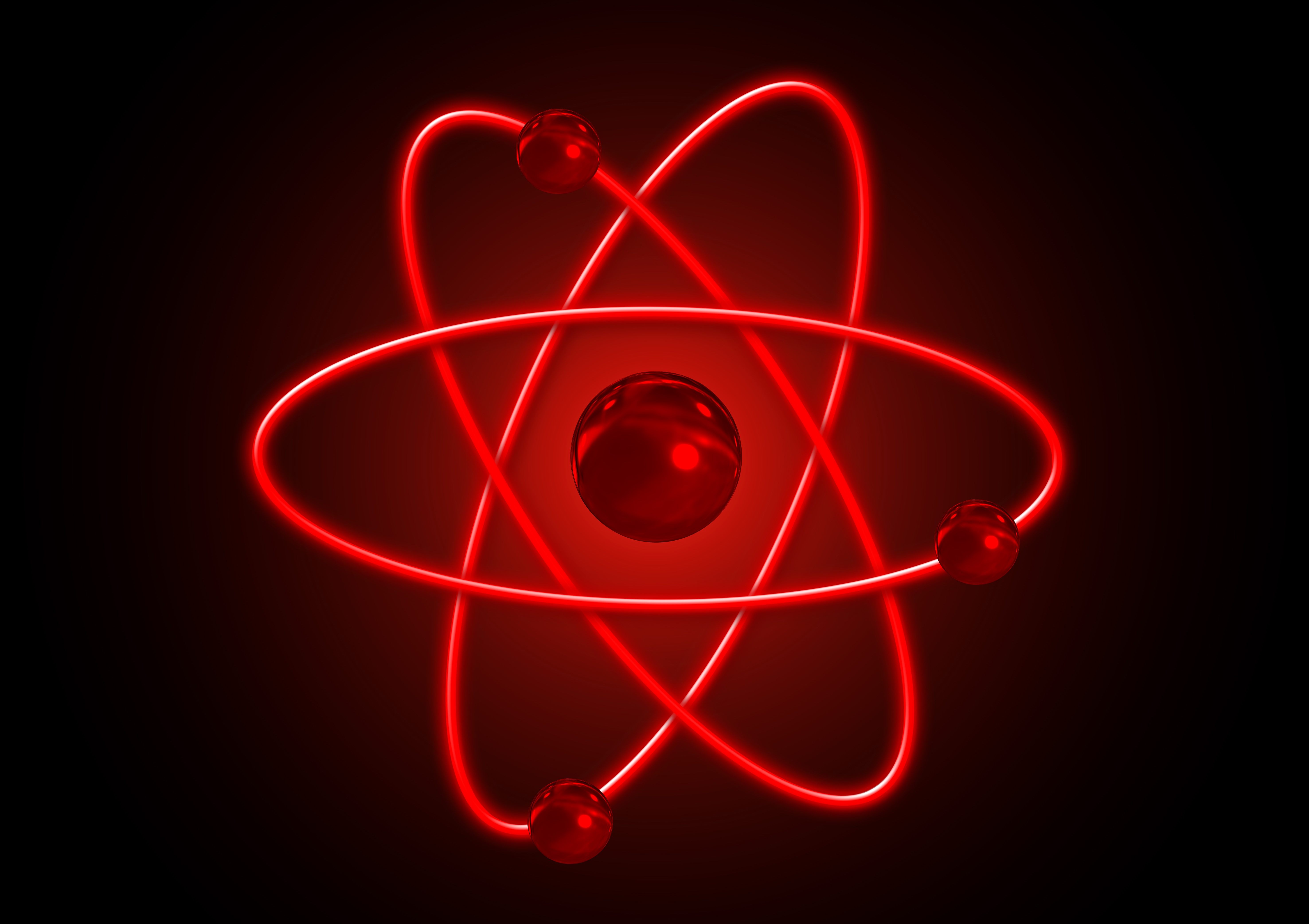
Tourbillon atomique, représentation artistique du modèle de Bohr, montrant des électrons orbitant autour d'un noyau atomique, ce qui n'est pas physiquement juste selon la mécanique quantique.

Le modèle de Bohr est une théorie obsolète dans le domaine de la physique/chimie, cherchant à comprendre la constitution d'un atome, et plus particulièrement celui de l'hydrogène et des ions hydrogénoïdes (ions ne possédant qu'un seul électron). Élaborée par Niels Bohr en 1913, cette théorie établie sur le modèle planétaire de Rutherford rencontra un succès immédiat car elle expliquait de manière simple les raies spectrales des éléments hydrogénés tout en effectuant un rapprochement entre les premiers modèles de l'atome et la théorie des quanta. Ce modèle sera généralisé au cas des électrons relativistes par Arnold Sommerfeld afin d'écrire de façon quantitative la structure fine des lignes spectrales de l'hydrogène. Cependant, cette théorie ne peut expliquer le spectre d'éléments à plusieurs électrons (comme celui de l'hélium), ni la nature des liaisons chimiques, et elle est totalement abandonnée au profit de la mécanique quantique à partir de 1925. 

## Histoire

### Développement de la spectroscopie
Durant les XVIIIe et XIXe siècles, la spectroscopie se développe, et on mesure des spectres de différentes sources lumineuses comme le soleil ou la lampe à hydrogène. Depuis Thomas Melvill (1726-1753) en 1750, on comprend que les spectres des éléments chimiques sont discrets et formés de raies spectrales. La spectroscopie théorique naît avec la loi du rayonnement de Gustav Kirchhoff (1824-1887), publiée en 1859, qui explique l'équivalence entre le spectre d'émission et le spectre d'absorption des substances chimiques. En collaboration avec Robert Bunsen (1811-1899), ils expliquent les raies de Fraunhofer du soleil comme étant la signature de trente éléments chimiques présents dans les couches supérieures du soleil. Ainsi chaque élément chimique possède un spectre unique et caractéristique. Toutefois, pour chaque élément, le nombre et la position des raies restaient inexpliqués. Le plus simple d'entre eux, le spectre de l'hydrogène, fut alors intensivement étudié et on trouva bientôt des « séries » de raies comme celles de Lyman, Balmer, Paschen, etc., du nom de leur découvreurs. Johann Balmer (1825-1898) trouve en 1855 une expression empirique simple qui explique sa série en accord avec les raies trouvées dans le visible par Ångström et dans l'ultraviolet par Huggins : la longueur d'onde {\displaystyle \lambda } des raies est liée à la différence entre deux termes d'énergie — appelés « termes spectraux » — par
{\displaystyle {\frac {1}{\lambda }}\propto \left({\frac {1}{n^{2}}}-{\frac {1}{p^{2}}}\right)}
où n et p sont des nombres entiers associés à deux raies différentes de la série. En 1888, Johannes Rydberg et Walther Ritz généralisent ce résultat avec la formule de Rydberg, formule qui reste empirique mais qui introduit la constante de Rydberg et qui s’avérera valide pour les autres séries. Toutefois, il faudra attendre les travaux de Max Planck en 1900 et ceux d'Albert Einstein en 1905 pour comprendre que le rayonnement électromagnétique peut être émis (rayonnement du corps noir) ou absorbé (effet photoélectrique) avec une certaine quantité d'énergie discrète ou quantifiée ; c'est le concept du photon qui transporte l'énergie : 
{\displaystyle \Delta E=h\nu ={\frac {hc}{\lambda }}}
où h désigne la constante de Planck et c la vitesse de la lumière dans le vide.

### Concept de l'atome
Un autre apport fondamental viendra du concept encore controversé d'atome et de son étude : la notion de grain élémentaire de matière fera d'abord son chemin chez les chimistes (John Dalton) puis chez les physiciens (Ludwig Boltzmann). De plus, le tableau périodique des éléments, établi par Dimitri Mendeleïev en 1869, indique que les éléments purs peuvent être regroupés en lignes et en colonnes dans un tableau suivant leurs propriétés chimiques. Si atomes il y a, ces derniers semblent alors présenter des sous-structures. En 1897, Joseph John Thomson identifie l'électron comme étant une particule élémentaire chargée négativement. Il propose alors le modèle de Thomson où l'atome est composé d'électrons plongés dans une « soupe » ou nuage de charge positive pour équilibrer la charge négative des électrons. Ces derniers sont considérés comme dispersés au sein de l'atome, mais avec de multiples structures possibles pour leurs positionnements (des anneaux tournants d'électrons par exemple). Ce modèle fut réfuté en 1909 par des expériences de bombardement de feuilles d'or d'Ernest Rutherford et en 1911, ce dernier montra l'existence d'un très petit noyau chargé positivement, ce qui le conduisit par la suite à proposer le modèle atomique de Rutherford : un atome est constitué d'électrons négatifs qui orbitent sur des trajectoires circulaires autour d'un noyau dense positif, à la manière des planètes du système solaire qui orbitent de manière quasi circulaire autour du Soleil, la force électromagnétique remplaçant alors la force de gravitation comme force de cohésion du système. Toutefois, la théorie planétaire de Rutherford se heurtait à la théorie du rayonnement de l'électron accéléré. En effet, d'après les observations expérimentales et les lois de Maxwell, un électron soumis à une accélération émet de l'énergie sous forme de champ électromagnétique (c'est ce que permet de calculer la formule de Larmor, établie par Joseph Larmor en 1897). Ramené au niveau de l'atome de Rutherford, l'électron devrait décrire une spirale concentrique, et non un cercle, pour finir par s'écraser sur le noyau au bout de quelques millions de révolutions, ce qui correspond à une nanoseconde. Les orbites ne sont donc pas stables.   

### L'article de Bohr
En 1913, le physicien danois Niels Bohr (1885-1962) introduit alors trois postulats pour rendre ce modèle compatible avec les observations du spectre de l'hydrogène : le premier postulat suppose qu'il existe des orbites circulaires stables pour les électrons, c'est-à-dire qu'une fois sur une de ces orbites, l'électron ne rayonne aucune énergie électromagnétique. Il ne décroit donc pas en spirale et peut rester indéfiniment sur cette orbite. De telles orbites sont dites stationnaires et sont donc similaires à des orbites kepleriennes sur lesquelles l'orbiteur ne ressent aucune accélération. En outre, chacune d'elles correspond à une énergie bien définie de l'électron (on parle alors de niveau d'énergie de l'électron, qui sont ici de valeur négative pour signifier que le système noyau-électron est lié). Selon le deuxième postulat, l'électron peut passer d'une orbite stable à une autre, c'est-à-dire d'un niveau d'énergie à un autre, par absorption ou émission d'un quantum d'énergie {\textstyle h\nu } encore appelé photon. L'absorption d'un photon fait ainsi passer l'électron d'une orbite basse (proche du noyau) d'énergie faible à une orbite haute (loin du noyau) d'énergie plus élevée. L'émission d'un photon correspond à l'opération inverse : l'électron passe d'une orbite éloignée de haute énergie à une orbite proche du noyau de plus basse énergie, le surplus d'énergie étant expulsé sous forme d'un photon. Ceci explique pourquoi on observe un spectre d'absorption et un spectre d'émission et pourquoi ils ont les mêmes raies c'est-à-dire les mêmes longueurs d'onde. Il manque toutefois une règle de sélection ou de quantification pour identifier les orbites stables parmi une infinité d'orbites possibles. Bohr introduit alors un troisième postulat aussi simple qu'étrange : pour le noyau d'hydrogène, la quantification des niveaux d'énergie découle de la quantification du moment cinétique {\textstyle {\vec {L}}} :  
{\displaystyle \ ||{\vec {L}}||=n\hbar }
où {\textstyle \hbar } désigne la constante de Planck réduite et {\textstyle n} un entier positif. Niels Bohr publie alors en juillet 1913 son article : On the constitution of atoms and molecules. Dans celui-ci, il explique pourquoi, après les expériences de Hans Geiger (1913), il opte pour l'atome planétaire de Rutherford (1911) contre l'atome de Thomson (1904). Il indique qu'il est redevable à Max Planck de la notion de quanta et de la constante de Planck. Il reconnaît enfin à l'astronome Seth Barnes Nicholson (1912) l'idée de considérer le moment cinétique. Avec ces postulats, le spectre expérimental de l'hydrogène ainsi que la constante de Rydberg sont prédits théoriquement, et le problème d'instabilité du modèle de Rutherford disparait. Néanmoins, ce succès se fait au prix d'introduction d'hypothèses dites ad hoc, c'est-à-dire qu'elles sont émises et retenues pour le seul fait de coller aux résultats expérimentaux sans que Bohr n'en avance lui-même des idées physiques plus profondes pour les justifier. Ceci le mènera à proposer une théorie radicale et controversée, la théorie BKS (en), théorie qui inspirera Heisenberg pour sa théorie quantique.

### Remarques et conséquences
- La formule de Balmer présentée plus haut ne satisfait pas Bohr dans la mesure où cette longueur d'onde est monochromatique, et ne correspond à aucune oscillation de l'électron (il n'y a pas de résonance).

- D'autre part, il n'y a pas de référence à la masse réduite dans cet article, alors qu'elle est souvent présentée comme un succès pour expliquer le passage de la constante de Rydberg théorique R∞ à la constante de Rydberg pour l'atome d'hydrogène RH.

- Toutefois, l'énigme de l'hydrogène de Pickering, moins citée, a pu être résolue : l'astronome Pickering publie des séries de raies qui s'accordent avec la théorie de Rydberg, mais en prenant des valeurs de n et p demi-entiers (1895). Alfred Fowler le confirme en décembre 1912 dans une expérience terrestre avec un tube contenant de l'hydrogène et de l'hélium. Bohr a alors l'idée de la réaction suivante H + He → H− +  He+, et déclare que l'on voit le spectre de l'ion hydrogénoïde He+ (avec une constante de Rydberg quadruple) donc que l'hydrogène de Pickering n'existe pas. De plus, il interprète alors les raies des métaux alcalins avec des modifications légères des termes de Ritz par des entiers effectifs. Néanmoins, sa théorie ne permet d'interpréter ni le spectre des autres atomes ni celui des molécules.

- Pour la théorie de l'état s de l'hydrogène, il faudra attendre 1926 et l'apparition du principe d'incertitude.

## Postulats et théorie

Schématisation des orbites circulaires dans le modèle de Bohr et de l'émission d'un photon lors du passage d'une orbite à l'autre.

Ce modèle est un complément du modèle planétaire d'Ernest Rutherford qui décrit l'atome d'hydrogène comme un noyau massif et chargé positivement, autour duquel se déplace un électron de masse {\displaystyle m} et chargé négativement. L'interaction entre ces deux particules est électrostatique, la force intervenant étant la force de Coulomb. Ceci nous permet donc d'écrire l'énergie potentielle de l'électron à une distance {\displaystyle r} du noyau comme 
{\displaystyle E_{p}=-{\frac {1}{4\pi \varepsilon _{0}}}{\frac {q_{e}^{2}}{r}}=-{\frac {e^{2}}{r}}}
où {\displaystyle \varepsilon _{0}} désigne la permittivité du vide, {\displaystyle q_{e}} la charge de l'électron, et {\displaystyle e} la charge réduite telle que {\displaystyle e^{2}={\frac {q_{e}^{2}}{4\pi \varepsilon _{0}}}} par souci de simplification d'écriture (cf. système d'unités atomiques).

### Orbites circulaires stables
Selon le premier postulat de la théorie de Bohr, l'électron ne rayonne aucune énergie lorsqu'il se trouve sur une orbite stable dite encore stationnaire. Cette orbite étant supposée circulaire, l'accélération de cet électron vaut alors  {\displaystyle {\vec {a}}=-{v^{2} \over r}{\vec {u_{r}}}} où {\displaystyle v} est la vitesse de l'électron, et {\displaystyle {\vec {u_{r}}}} est le vecteur unitaire centrifuge. On peut alors invoquer le principe fondamental de la dynamique et écrire :
{\displaystyle m{\vec {a}}={\vec {F}}=-{\vec {\text{grad}}}(E_{p})\Rightarrow -m{\frac {v^{2}}{r}}=-{\frac {e^{2}}{r^{2}}}}
On en déduit l'énergie cinétique comme étant {\displaystyle E_{c}={\frac {1}{2}}mv^{2}={\frac {e^{2}}{2r}}=-{\frac {1}{2}}E_{p}} et finalement l'énergie mécanique :
{\displaystyle E=E_{c}+E_{p}=-E_{c}={\frac {1}{2}}E_{p}=-{\frac {1}{2}}{\frac {e^{2}}{r}}}

### Quantification du moment cinétique
Le postulat de quantification du moment cinétique {\displaystyle {\vec {L}}} veut que {\displaystyle \ L=n\hbar } où {\displaystyle L} désigne la norme du moment cinétique, {\displaystyle n} est un entier positif non nul représentant la couche où se situe l'électron, et {\displaystyle \hbar } est la constante de Planck « réduite » d'un facteur 2 {\displaystyle \pi }. Seules les orbites ayant ce moment cinétique ne rayonnent pas : les orbites sont donc « quantifiées » par le nombre entier n positif. En développant le moment cinétique d'une orbite circulaire, cette relation s'écrit :
{\displaystyle mrv=n\hbar }
Cette quantification a été confirmée par l'expérience de Franck et Hertz, dont l'intérêt a été de montrer que la quantification n'est pas seulement due à celle de la lumière, mais résulte bien de la quantification de l'orbite des électrons de l'atome.
On obtient alors un système des deux équations, {\textstyle {\frac {mv^{2}}{r}}={\frac {e^{2}}{r^{2}}}\Rightarrow v={\frac {e}{\sqrt {mr}}}} et {\textstyle mvr=n\hbar \Rightarrow r={\frac {n\hbar }{mv}}}, à deux inconnues qui sont la distance noyau-électron {\displaystyle r} et la vitesse de l'électron {\displaystyle v}. On peut résoudre ce système en remplaçant {\displaystyle r} par {\textstyle {\frac {n\hbar }{mv}}} dans {\textstyle v={\frac {e}{\sqrt {mr}}}}, on obtient alors simplement l'expression explicite de {\displaystyle v}
{\displaystyle v=v_{n}={\frac {e^{2}}{n\hbar }}}
qui ne dépend que de constantes physiques et d'un nombre entier qui caractérise les orbitales. On voit d'emblée que plus n est grand, moindre est la vitesse. La vitesse maximale (correspondant à n = 1) est appelée vitesse de Bohr {\textstyle {\frac {e^{2}}{\hbar }}={\frac {q_{e}^{2}}{\hbar 4\pi \varepsilon _{0}}}=c\alpha } où c désigne la vitesse de la lumière dans le vide et {\textstyle \alpha } la constante de structure fine, elle vaut à peu près 2,19 × 106 m s−1 dans le cas de l'hydrogène, ce qui est très faiblement relativiste. En remplaçant {\displaystyle v} par sa solution {\textstyle {\frac {e^{2}}{n\hbar }}} dans {\textstyle r={\frac {n\hbar }{mv}}}, on obtient l'expression explicite de {\displaystyle r}
{\displaystyle r=r_{n}={\frac {\hbar ^{2}}{me^{2}}}\,n^{2}=a_{0}\,n^{2}}
où {\textstyle a_{0}={\frac {\hbar ^{2}}{me^{2}}}={\frac {\hbar ^{2}}{kmq_{e}^{2}}}} est appelé le rayon de Bohr, le plus petit rayon possible (correspond à n = 1), soit environ 53 pm = 5,3 × 10−11 m. Et {\displaystyle k} est la constante de Coulomb {\displaystyle k={\frac {1}{4\pi \varepsilon _{0}}}\cong 9\times 10^{9}\;{\rm {N\cdot m^{2}\cdot C^{-2}}}}
En conséquence, l'énergie totale de l'électron est aussi quantifiée :
{\displaystyle E_{n}=-{\frac {1}{2}}{\frac {e^{2}}{r_{n}}}=-{\frac {k^{2}mq_{e}^{4}}{2n^{2}\hbar ^{2}}}={\frac {E_{1}}{n^{2}}}}
où {\textstyle E_{1}=-{k^{2}mq_{e}^{4} \over 2\hbar ^{2}}} est appelée l'énergie de Rydberg (voir constante de Rydberg). Toutefois, elle est plus communément appelée énergie du niveau fondamental car elle correspond au niveau d'énergie le plus bas possible (correspond à n = 1), et vaut environ −13,6 eV pour l'hydrogène.
Dans le modèle quantique qui a remplacé le modèle de Bohr, il n'existe en fait pas de position ni de vitesse précise d'un électron, et il ne peut donc parcourir un « cercle » ; son orbitale peut en revanche être parfois à symétrie sphérique.

### Quantification du rayonnement
Selon le dernier postulat, l'électron ne rayonne ou n'absorbe de l'énergie que lors d'un changement d'orbite.
On retrouve la formule de Rydberg.